# Serge Mongeau
Pour les articles homonymes, voir Mongeau.
Serge Mongeau, né le 24 mars 1937 à Montréal et mort le 9 mai 2025, est un médecin, écrivain, éditeur et père de la simplicité volontaire au Québec.

## Biographie
Serge Mongeau grandit dans le quartier de Villeray, situé à l'est de Montréal. Deuxième d'une famille de quatre enfants, il passe son enfance dans une famille modeste, sa mère étant femme au foyer et son père vendeur dans un magasin d'appareils photographiques. Il entame des études classiques au Collège Sainte-Croix, où il découvre sa passion d'aider les autres en rejoignant les Scouts. Afin de combler ses désirs d'aider les plus démunis, il étudie la médecine à l’Université de Montréal et pratique la médecine générale pendant deux ans. Il retourne ensuite aux études à la même université et obtient une maîtrise en organisation communautaire. Il travaille ensuite au Centre de planification familiale du Québec. Il s'intéresse aussi beaucoup aux questions de l'avortement et de la contraception, car il pense que les moyens de contraceptions devraient être plus accessibles. Il écrit un Cours de sexologie, ouvrage en cinq tomes qui connaît un bon succès. Jusqu'en 1970, il publie onze livres aux Éditions du Jour.
Avec son ami et collègue Gérald Godin, il décide de s'intéresser à la politique québécoise en fondant l'hebdomadaire Québec-Presse, hebdomadaire qualifié de gauche. Cela va le mener à militer pour le Parti québécois et, lors de l'élection générale québécoise de 1970, il est candidat indépendant dans la circonscription de Taillon. En juin 1970, il participe à la fondation du Mouvement pour la défense des prisonniers politiques québécois et en est le trésorier.
Pendant la crise d'Octobre, après l'instauration de la Loi des mesures de guerre, il est jeté en prison sans accusation le 16 octobre 1970. Selon lui, la police avait des bonnes raisons de croire qu'il était relié au Front de libération du Québec, même si officiellement, il n'y était relié d'aucune manière. Il y passe une dizaine de jours lors desquels, selon ses dires, il aurait été maltraité.
Il crée, avec des syndicalistes et son ami Gaston Miron, le Mouvement pour la défense des prisonniers politiques du Québec à la suite de la détention sans preuve de Pierre Vallières et de Charles Gagnon qui étaient soupçonnés d'être des membres du FLQ.
Après deux années à pratiquer la médecine au Québec, il décide d'abandonner cette activité pour s'impliquer dans l'organisation communautaire. Cette aventure le mènera dans des pays pauvres comme le Chili et Haïti. Il sera présent le jour du coup d'État de 1973 au Chili, évènement qui le marquera fortement et qui le mènera à écrire le livre Le rêve écrasé Québec-Chili 1973.
De retour au Québec, il devient directeur du Centre local de services communautaires de Saint-Hubert. Puis, en 1978, il passe à plein temps à l’édition et à l’écriture. Il devient directeur de la collection « Santé » chez Québec Amérique, où il publie une première version de son livre sur la simplicité volontaire. En 1986, il passe aux Éditions Libre Expression, en tant que directeur de la collection « Paix ». Puis, en 1992, avec quelques amis, il fonde la maison d’édition Écosociété. Celle-ci publie des livres traitant de problématiques sociales, économiques et écologiques.
Après avoir vécu à l’île d'Orléans pendant vingt ans, il revient à Montréal en 2008.
Lors de l'élection générale québécoise de 2008, Serge Mongeau se présente comme candidat de Québec solidaire dans la circonscription d'Hochelaga-Maisonneuve. Il se classe au troisième rang, avec 12,9 % des votes.
Le 19 avril 2019, il participe avec cinq autres militants du groupe Extinction Rebellion à un blocage de quelques heures des bureaux du premier ministre François Legault à Montréal.
Serge Mongeau meurt le 9 mai 2025, à l’âge de 88 ans, après avoir eu recours à l’aide médicale à mourir.

## Crise d'Octobre
La crise d'Octobre a eu un impact sur Mongeau, car il était soupçonné par le gouvernement de faire partie du Front de Libération du Québec et, en raison des mesures de guerre mises en place, Serge a été arrêté sans raison à son domicile la nuit du 16 octobre 1970. Selon lui-même, il y avait des doutes que le gouvernement le prenne pour un membre du FLQ : « Selon la Loi des mesures de guerre, on n'a pas à la justifier. Je n'ai aucun moyen de me défendre ; j'ai perdu mes droits. Mais en y réfléchissant bien, je comprends que je dois m'avouer coupable de plusieurs [choses] qui semblent inacceptables dans notre société "juste" : je collabore régulièrement à un hebdomadaire qui conteste l'ordre établi, Québec-Presse [...]. J'ai manifesté ouvertement des opinions politiques durant la dernière campagne électorale en tentant de me faire élire comme candidat du Parti québécois dans Taillon [...]. Enfin, faute suprême, je fais partie du comité exécutif du Mouvement pour la défense des prisonniers politiques québécois (MDPPQ) .» Après cela, il sera incarcéré pour une durée de sept jours au centre Parthenais à Montréal. Selon Mongeau, les conditions de détention seront particulièrement difficiles, ce qui le poussera à écrire un livre en un temps record, qu’il intitulera Kidnappé par la police.

## Carrière d'auteur
En 1971, Serge Mongeau réfléchit à une nouvelle approche intégrée de santé personnelle et collective qui stipule que la plupart des maladies de ce monde sont environnementales et qu'elles résultent du mauvais mode de vie des gens. Suivant cette théorie, il élaborera quelque temps après les bases de la Simplicité volontaire. Il publiera un livre sur ce sujet intitulé La simplicité volontaire, plus que jamais. Un succès assez retentissant, car il sera vendu à 30 000 exemplaires.
En 1973, après 2 ans à pratiquer la médecine, il décide d'arrêter d'exercer cette discipline et de voyager ; il ira en Haïti et au Chili. C'est d'ailleurs dans ce dernier pays qu'il verra de ses propres yeux le coup d'État de 1973 au Chili. Cela le marquera profondément et il écrira tout son ressenti dans son livre Le rêve écrasé Québec-Chili, paru en 1973.
Mongeau est auteur et directeur de collection chez Québec Amérique, il dirigera la production de quatre livres pour ensuite accepter la proposition des Éditions Libre Expression de diriger une collection sur la paix.
De 1987 à 1992, il publiera huit livres. Cependant, toujours en 1992, Serge Mongeau sent que sa maison d'édition ne partage pas tout à fait les mêmes valeurs que lui. Il décide donc de fonder les Éditions Écosociété, avec une mission très simple « de publier des ouvrages critiques dans le but de poursuivre l'édification d'une écosociété plus humaine, libre et transparente où les rapports sociaux sont plus égalitaires et qui favorise une plus grande participation de citoyens et des citoyennes dans la sphère politique (...) ». Le 4 juin 2009, la Loi 9 a finalement été acceptée par l'Assemblée nationale du Québec après qu'Écosociété a réussi à faire signer une pétition de 20 000 signataires. Loi qui, par ailleurs, permettait de prévenir l'utilisation abusive des tribunaux et favorisait la liberté d'expression et la participation des citoyens au débat public.